# 台湾与琉球关系史

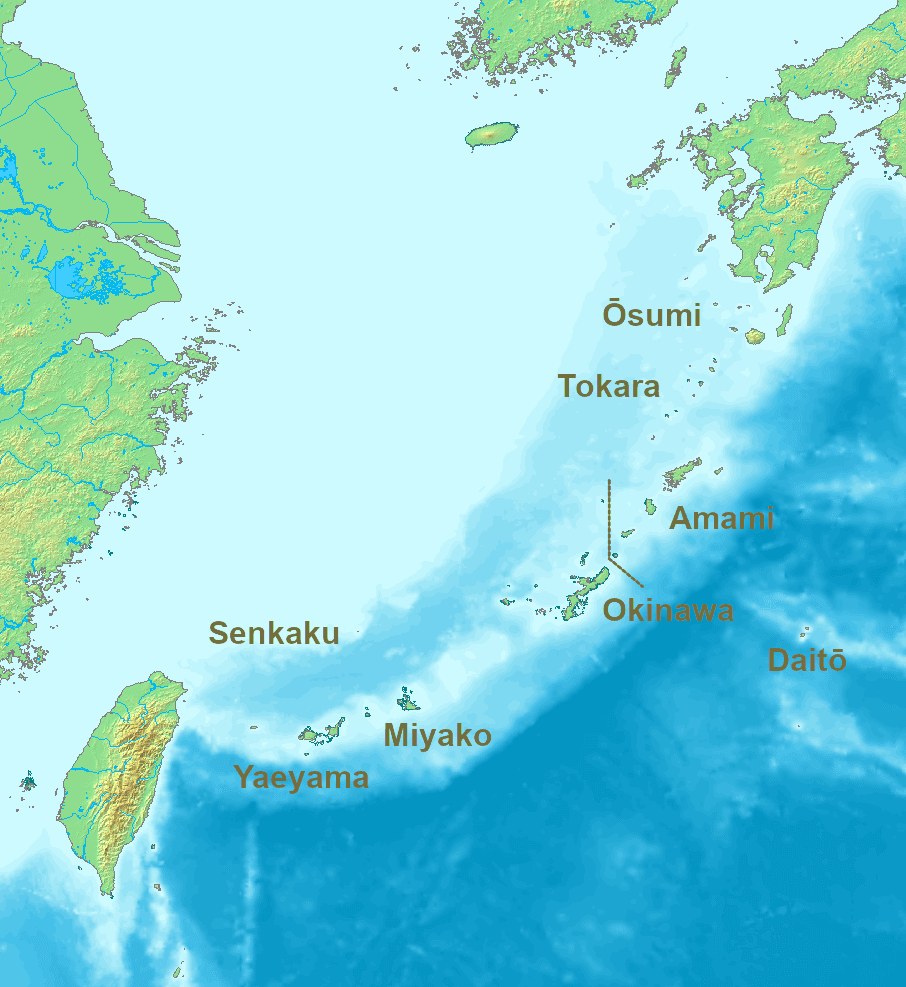
位在左下的台灣以及一路往右上延伸的琉球群島

台湾与琉球關係史指自古以來臺灣與琉球（今日本沖繩縣及鹿兒島縣奄美群島）之間的關係，包括雙方在歷史上的不同時期，目前為中華民國與日本關係的一部分。

## 史前時期
琉球與台灣在地理上相當接近。約3萬年前的舊石器時代，就有人从歐亞大陸東部渡海到琉球居住。科學家分析人骨化石和DNA後，推測當時住在琉球的居民很可能來自台灣。

## 中世至二戰
1874年（清同治十三年，日本明治七年），琉球國船難者因誤闖台灣原住民領地而遭到出草遇害，史稱八瑤灣事件；日本因而出兵攻打台灣南部原住民各部落的軍事行動，引发中日兩國的外交折衝，史称牡丹社事件。
1895年大清帝國割让台湾予大日本帝國後，台灣與琉球均成為日本領土，雙方往來益加密切頻繁。當時有大量琉球人在台工作、求學。琉球漁民也經常停泊於基隆港休息或販售魚貨。。
1937年由台灣人設置的「大同拓殖株式會社」，招募台灣移民前來石垣島。二次大戰日本沖繩戰役，有4.5萬多名台灣戰士為日本戰死及失蹤。

## 冷戰時期
1947年，台灣爆發二二八事件。部分台灣人逃到美國管理下的琉球避難；亦有部分在台琉球人遭到殺害。社寮外嶋集善堂收容有被害的琉球（沖繩）漁民遺骨。
八重山群島的許多住民是台灣移民。二戰結束後，在八重山的台灣人既失去了日本國籍，又不享有中華民國國籍的同等待遇，長期處於無國籍狀態。1973至1975年間，共有178位八重山的台灣人取得了日本國籍。
1949年，中華民國退守台灣後，中华民国政府對琉球的基本政策為 ：（一）盡力防阻琉球陷於共產勢力範圍；（二）願見琉球人民自治獨立的願望得以逐漸實現。
1957年，中琉文化經濟協會成立。1962年3月20日，中華民國政府不滿美國總統甘迺迪宣布琉球為日本領土，重申對琉球問題立場。:6781963年8月1日，琉球政府行政主席大田政作訪臺:691。1966年5月，中琉文化經濟協會首次組成正式代表團訪問琉球。

## 當代
2006年5月30日，中華民國外交部將「中琉文化經濟協會駐琉球辦事處」改名為「台北駐日經濟文化代表處駐琉球辦事處」；2007年2月又改為現名「臺北駐日經濟文化代表處那霸分處」。
2016年，中華民國前總統李登輝訪問日本沖繩縣石垣島时表示，「台灣和石垣的關係密切，台灣人對石垣的鳳梨產業貢獻很大，我要對他們的辛勞表示敬意。」。
2016年、2018年，在沖繩戰跡國定平和祈念公園設立為紀念沖繩戰役的台灣戰亡者的「台灣之塔」和「為國作見證」紀念碑。